# Neophyllaphis araucariae
Neophyllaphis araucariae är en insektsart som beskrevs av Takahashi, R. 1937. Neophyllaphis araucariae ingår i släktet Neophyllaphis och familjen långrörsbladlöss. Inga underarter finns listade i Catalogue of Life.